# Ivan Merz
Ivan Merz, hrvaški laiški rimokatoličan, gimnazijski profesor in blaženi, * 16. december 1896, Banja Luka, Avstro-Ogrska (danes Bosna in Hercegovina), † 10. maj 1928, Zagreb.
Ivan Merz je na Hrvaškem pospeševal liturgično gibanje in je skupaj z Ivom Protulipcem ustanovil gibanje za mlade, Hrvaško orlovsko zvezo (Hrvatski orlovski savez), za katero je dobil navdih pri Evharističnem križarstvu v Franciji. Papež Janez Pavel II. ga je 10. septembra 1994, na prvi dan svojega obiska na Hrvaškem, imenoval znameniti laik v pričevanju za evangelij (istaknuti laik u svjedočenju Evanđelja). Beatificiral ga je 22. junija 2003 v Banja Luki , ob svojem drugem pastoralnem obisku Bosne in Hercegovine.